# Bob Inglis
Robert „Bob” Durden Inglis, Sr. (ur. 11 października 1959) – amerykański polityk, członek Partii Republikańskiej. W latach 1993–1999 był przedstawicielem czwartego okręgu wyborczego w stanie Karolina Południowa do Izby Reprezentantów Stanów Zjednoczonych. Od 2005 roku ponownie piastuje to stanowisko.